# Móré László (orvos)
Móré László (Pácin, 1951. február 21. –) magyar orvos, országgyűlési képviselő

## Életpályája
Parasztcsaládban született. A sátoraljaújhelyi Kossuth Lajos Gimnáziumban tett érettségi vizsgát.  A budapesti Fémtani Kutató Intézet radiológusaként dolgozott. Debrecenben végezte el az orvostudományi egyetemet. Ezután a fehérgyarmati kórház szülészeti osztályán dolgozott, majd Porcsalmán lett háziorvos.  
1990-ben a Magyar Demokrata Fórum (MDF) jelöltjeként Szabolcs-Szatmár-Bereg megye 9. számú, mátészalkai központú választókerületében országgyűlési képviselői mandátumot szerzett.
1993 nyarán kizárták Csurka Istvánt az MDF-ből. Néhány nappal ezután, június 14-én, Csurka kilenc társa – mindahányan a Magyar Igazság Nemzetpolitikai Csoport tagjai – kiléptek az MDF parlamenti csoportjából és önálló kormánypárti parlamenti képviselőcsoport alakítását határozták el; az új frakció tagjai között volt Móré László is. A hivatalosan 1993. július 5-én megalakult új MIÉP-frakció szoros kapcsolatot keresett a Magyar Út Körök Mozgalommal. 